# Weisiopsis anomala
Weisiopsis anomala là một loài Rêu trong họ Pottiaceae. Loài này được Broth. & Paris miêu tả khoa học đầu tiên năm 1921.